# Londinium
Londinium a római kori Britannia provincia fővárosa volt, London történelmi városrésze, a mai City of London helyén, amelynek határát a védelmi célokból épített London Wall jelölte ki. A rómaiak által 43 körül alapított Temze-parti város, kikötőjének köszönhetően Britannia legjelentősebb kereskedelmi központja volt egészen 410-ig, amikor a Római Birodalom meggyengülése miatt a római hadsereg kivonult Anglia földjéről.

## Néveredet
Az elnevezés tulajdonképpen a mai London ősi neve. Első írásos említése Tacitus egyik feljegyzésében található először, amely 117-ből származik. Latinos hangzása ellenére a név nem valószínű, hogy a rómaiaknak tulajdonítható. Egyes nyelvészek szerint a kelta Londinos személynévből ered. Egy másik elmélet szerint a név egy a keltákat megelőző időkből származó Plowonida szóból keletkezett, ami körülbelül annyit jelent, hogy „település a széles folyó partján” , amely ez esetben a Temzére utal. Ebből aztán a kelta időkben Lowonidonjon  és végül Londinium lett. Egy másik forrás szerint, a római időkben a legelterjedtebb családnevek a Londin és Lundin voltak, amelyekről talán eredeztethető a név, de nincs rá bizonyíték, hogy valóban ezekből származik. London egyik legismertebb eredetmítosza, a 12. században íródott. A brit történetírás egyik legnagyobb alakjának, bizonyos Geoffrey of Monmouth walesi papnak a krónikája, a Historia Regum Britanniae szerint a város neve egy a római kor előtti alak, Lud (Lud King) nevű királytól származik, aki egykor elfoglalta a várost és az ő tiszteletére Kaerlud-nak nevezték el. A név idővel Karelundein lett, ebből alakult ki később a London név. Geoffrey művét viszont, meglehetősen fantáziadús feltételezésre alapozottnak ítélték a kutatók. William Camden angol történész elmélete szerint, a London név talán a walesi „lhwn” (amelynek jelentése „grove” azaz liget), valamint az angol „town”, azaz város szóból származtatta az elnevezést, mint „Lhwn Town” amelynek jelentése: „Város a ligetben”. A név etimológiájára különböző feltételezések és elméletek léteznek, de eredetére nem sikerült meggyőző bizonyítékot találni.

## Története
A mai Nagy-Britannia területén, a római hódítás 41-ben kezdődött, amikor Claudius császár légiói áthajóztak a  Csatornán és megtörték az ott lakó kelta népek ellenállását. A település jelentősége akkor kezdett növekedni, amikor Claudius 43-ban sikeres hadjáratot vezetett a  britonok  ellen. Kikötőt létesített a Temze-partján, ahonnan még több támadást intézett, amíg 44-ben Anglia Walesszel együtt a Római Birodalom részévé nem vált. Az új római provincia neve Britannia lett. Az akkori Londiniumot már Felső-Britannia (Britannia Superior) provincia fővárosának jelölték ki, és a mai London Bridge helyén hidat is építettek.  Az 1. század közepén viszonylag még kis alapterületű, alig 1,4 négyzetkilométernyi helyet foglalt el. Claudius császár uralkodásának idején, egy megerősített helyőrséget tartottak fenn ezen a területen, amely durván megfelelt, a mai Hyde Park méretének. Londinium viszonylag új városnak számított, de már akkor viruló kereskedelmi központ volt, melyet utazók, kereskedők és római hivatalnokok laktak. 

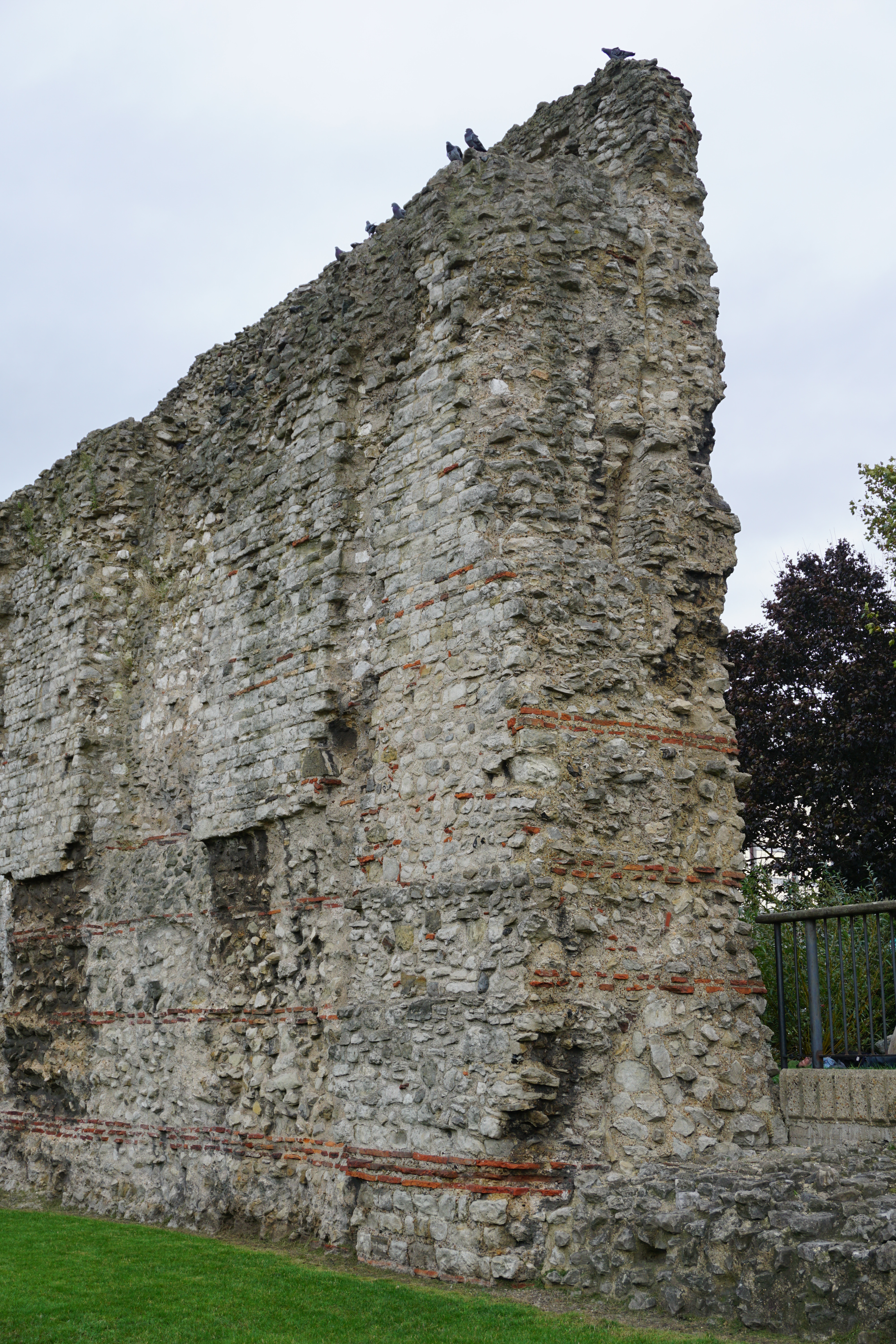
A London fal egy részlete Tower Hillnél

A mai Norfolk területén élt kelta törzs, az icenusok királya Prasutagus volt, aki a rómaiakkal szövetséget kötve őrizhette meg évtizedekig területe függetlenségét. Halála (i. sz. 60) után azonban a rómaiak Prasutagus királyságát a Birodalomhoz csatolták. Tacitus krónikája szerint feleségét Boadiceát megkorbácsolták és lányait megerőszakolták. Emiatt 61-ben Boadicea vezetésével felkelés tört ki, melynek során a felkelők a római helyőrséget a település elhagyására kényszerítették, majd felégették az akkor már virágzó Londiniumot.
A későbbi évtizedekben a város újjáépült, dinamikus fejlődésnek indult és az 1. század végére, mintegy 60 ezres lakossággal, a Brit-sziget legnagyobb városává nőtt. A római kori London fejlődését a 125 és 130 között pusztított hatalmas tűzvész törte meg, de a várost ismét újjáépítették.
190 és 225 között a rómaiak megépítettek egy védekező falat a város északi része körül. Londinium déli határa a Temze volt, amelyet délről egyetlen hídon lehetett megközelíteni. A fal volt az egyik legnagyobb megvalósított építkezés a római Britanniában. Az 1600 éves építmény – amely ma már csak maradványaiban látható – a későbbi századokban jelentős mértékben meghatározta a régi City of London területét.
A Római Birodalom belső hanyatlása következtében 410-ben, a rómaiak egyszerűen otthagyták Britanniát, miután Honorius császár megtagadta a katonai segítséget a támadó piktek és skótok ellen. Az 5. században az angolszászok rohama alatt összeomlott a birodalom legnyugatibb fellegvára Britannia is. A Nyugatrómai Birodalom bukása után, a 7. században Egy Lundenwic nevű száz város épült nem messze a mai Aldwych-től nyugatra. A régi római város a 9. században vagy a 10. század elején népesült be újra.